# Anna Wojciuk
Anna Aleksandra Wojciuk (ur. 9 grudnia 1980) – polska politolożka, doktor habilitowana nauk społecznych specjalizująca się w teorii stosunków międzynarodowych oraz badaniu siły państw na arenie międzynarodowej, wykładowczyni Wydziału Nauk Politycznych i Studiów Międzynarodowych Uniwersytetu Warszawskiego.

## Życiorys

### Działalność naukowa
Ukończyła w 2004 stosunki międzynarodowe (praca: Międzynarodowe sądownictwo karne a utrzymanie pokoju i bezpieczeństwa na świecie), a w 2006 filozofię (Normatywny projekt demokracji Alexisa de Tocqueville’a) na Uniwersytecie Warszawskim. W latach 2005–2009 odbyła studia doktoranckie w Szkole Nauk Społecznych PAN i w 2010 uzyskała stopień doktora na Wydziale Dziennikarstwa i Nauk Politycznych UW na podstawie dysertacji Ewolucja pojęcia ‚potęgi’ w teorii stosunków międzynarodowych oraz jego zastosowania analityczne (promotor – Roman Kuźniar), a w 2017 habilitację tamże. Jedyna w historii Laureatka Nagrody im. Józefa Kukułki (2011) za najlepszą rozprawę doktorską podejmującą teoretyczne aspekty stosunków międzynarodowych. Wykładowczyni Instytutu Stosunków Międzynarodowych UW. Od 2019, po reorganizacji Wydziału Nauk Politycznych i Studiów Międzynarodowych, pracuje w Katedrze Metodologii Badań nad Polityką.
Anna Wojciuk prowadziła badania naukowe w takich ośrodkach jak: Harvard University (2008/2009), Columbia University (2008), Cornell University (2016), Europejskim Instytucie Uniwersyteckim (2017/18), CERI Sciences-Po w Paryżu (2009) oraz Institut d’Etudes Politiques w Aix-en-Provence (2003/2004). W ramach programu Erasmus STA wykładała na Uniwersytecie Kopenhaskim, Uniwersytecie w Aarhus i Uniwersytecie Barcelońskim.
Laureatka konkursu Ministra Nauki 2014 na stypendia dla młodych, wybitnych naukowców. Stypendystka Fundacji Kościuszkowskiej (2008/2009).

### Inna działalność zawodowa
Anna Wojciuk w latach 2004–2006 pracowała w Instytucie Studiów Wschodnich, współorganizując Forum Ekonomiczne w Krynicy oraz Forum UE-Rosja.
Pracowała również jako dokumentalistka w programie „Korespondent” w TVP2 (2006–2008). W tym okresie uczestniczyła w realizacji ponad dwudziestu reportaży o międzynarodowych konfliktach zbrojnych, wysyłając ekipę telewizyjną m.in. do Somalii, DR Konga, Ugandy, Afganistanu, Iraku, Sri Lanki, Mjanmy i Kosowa. Współrealizowała reportaż „Przepustka do życia”, poświęcony pracy UNICEF-u w Etiopii.
W latach 2011–2015 wchodziła w skład rady programowej Instytutu Badań Edukacyjnych.
Okazjonalnie zajmuje się publicystyką, np. w Dzienniku Gazecie Prawnej, Ha-Arec, Le Monde Diplomatique czy Liberté!.

### Działalność społeczna
Od 2017 członkini Zarządu European International Studies Association, od 2017 członkini Zarządu i Skarbniczka sekcji International Political Sociology, w International Studies Association; w latach 2017–2018 p.o. Przewodniczącego Oddziału Warszawskiego Polskiego Towarzystwa Studiów Międzynarodowych. Członkini także: CEEISA (Central and Eastern European International Studies Association), Harvard Club of Poland, Columbia Club of Poland. Zasiada w jury konkursu „Droga na Harvard”, organizowanego przez Harvard Club of Poland. W 2018 została prezeską Zarządu Stowarzyszenia „Inkubator Umowy Społecznej” (KRS 0000746359).

## Publikacje

### Książkowe
- Stosunki międzynarodowe. Antologia tekstów źródłowych. Tom 1. Korzenie dyscypliny – do 1989 roku, Wydawnictwa Uniwersytetu Warszawskiego, Warszawa 2018 (red. wspólnie z Hanną Schreiber)
- Empires of Knowledge in International Relations. Education and Science as Sources of Power for the State, Routledge, London 2018
- International Relations in Poland. 25 Years after the Transition to democracy, Palgrave, Londyn 2017 (wspólnie z Jackiem Czaputowiczem)
- Imperia wiedzy. Edukacja i nauka jako czynniki siły państw na arenie międzynarodowej, Wydawnictwo Naukowe Scholar, Warszawa 2016
- Stosunki międzynarodowe i studia europejskie w Polsce, Wydawnictwo Naukowe Scholar, Warszawa 2015 (wspólnie z Jackiem Czaputowiczem i Kamilem Ławniczakiem)
- Analiza polityki publicznej. Podejście teoretyczno-metodologiczne, IBE, Warszawa 2013
- Dylemat potęgi. Praktyczna teoria stosunków międzynarodowych, WUW, Warszawa 2010
- Ewolucja pojęcia potęgi w teorii stosunków międzynarodowych oraz jego zastosowania analityczne, Warszawa 2009

### Artykuły w czasopismach z tzw.listy filadelfijskiej
- Common legacy, different paths: the transformation of educational systems in the Czech Republic, Slovakia, Hungary, and Poland, [w:] „Compare. A Journal of Comparative and International Education”, 47(1), 2017, ss. 118–132 (wspólnie z Mikołajem Herbstem). Wersja online.
- Education as a Source and Tool of Soft Power in International Relations, [w:] „European Political Science”, 14, 2015, ss. 298–317 (wspólnie z M. Michałkiem i M. Stormowską). Wersja online.
- International relations scholarship in Poland: the state of the discipline 25 years after the transition to democracy, [w:] „Journal of International Relations and Development”,  19 (3), 2016, ss. 448–474 (wspólnie z J.Czaputowiczem). Wersja online.